# Exit (명령어)
exit는 많은 운영 체제의 셸이나 스크립팅 언어에서 사용하는 종료 명령어(termination command)로, 셸이나 프로그램을 종료하는 데 쓰인다. 일반적으로 셸에서 이 명령어를 사용하면 셸이 종료되고 사용자는 로그아웃 된다. 보통은 부모 프로세스(parent process)에게 전달되는 종료 코드를 명시할 수 있게도 한다. cmd.exe, 펄, sh, ksh, AWK, PHP, TCL을 비롯한 셸 및 여러 스크립팅 언어가 이 명령을 지원한다.

## 같이 보기
- 종료 상태
- 도스 명령어 목록